# Èter dietílic
L'èter dietílic o etoxietà, és un compost orgànic i el més comú dels èters. És un líquid incolor molt volàtil (punt d'ebullició: 34,6 °C) i inflamable. La seva fórmula química és (C
2H
5)
2O. És un líquid incolor amb una olor característica. Normalment, es fa servir com a solvent i antigament com a anestèsic general. És poc soluble en aigua (69 g/l).
La major part de l'èter dietílic es produeix com un subproducte de la fase de vapor en la reacció d'hidratació de l'etilè per fer-ne etanol. Es fa amb àcid fosfòric com catalitzador. L'èter dietílic es pot preparar en laboratori i industrialment per la síntesi èter àcid.

## Seguretat
L'èter dietílic és susceptible de formar peròxids orgànics i pot formar peròxid de dietilèter que és explosiu.
L'èter dietílic és extremadament inflamable, la seva temperatura d'autoignició és només de 160 °C.

## Història
L'èter dietílic podria haver estat obtingut ja sia per Jābir ibn Hayyān al segle viii o per Ramon Llull el 1275, però no hi ha evidència contemporània d'això. Va ser sintetitzat per primera vegada el 1540 per Valerius Cordus qui el va anomenar «oli dolç de vitriol» (oleum dulce vitrioli)—perquè s'obtenia per destil·lació d'una mescla d'etanol i àcid sulfúric (aquest darrer anomenat aleshores vitriol) i feia referència a les seves propietats medicinals. En aquella època Paracels (Theophrastus Bombastus von Hohenheim), descobrí les propietats analgèsiques d'aquest èter en els pollastres. El nom d'«èter» (ether) el va rebre l'any 1730 per part d'August Siegmund Frobenius.

## Aplicacions
És un solvent particularment important usat en la producció de plàstics de cel·lulosa com l'acetat de cel·lulosa.

### Com a combustible
L'èter dietílic té un alt nombre cetànic de 85-96 i es fa servir per fluid d'inici en motors dièsel i de gasolina per la seva alta volatilitat i baixa temperatura d'ignició.

### Ús en laboratori
L'èter dietílic és un solvent comú en el laboratori. Per la seva baixa solubilitat en aigua es fa servir per a l'extracció líquid-líquid. També és un solvent comú en la reacció Grignard. Com que es fa servir en la producció de drogues il·legals està en la llista de la United Nations Convention Against Illicit Traffic in Narcotic Drugs and Psychotropic Substances.

### Ús com anestèsic

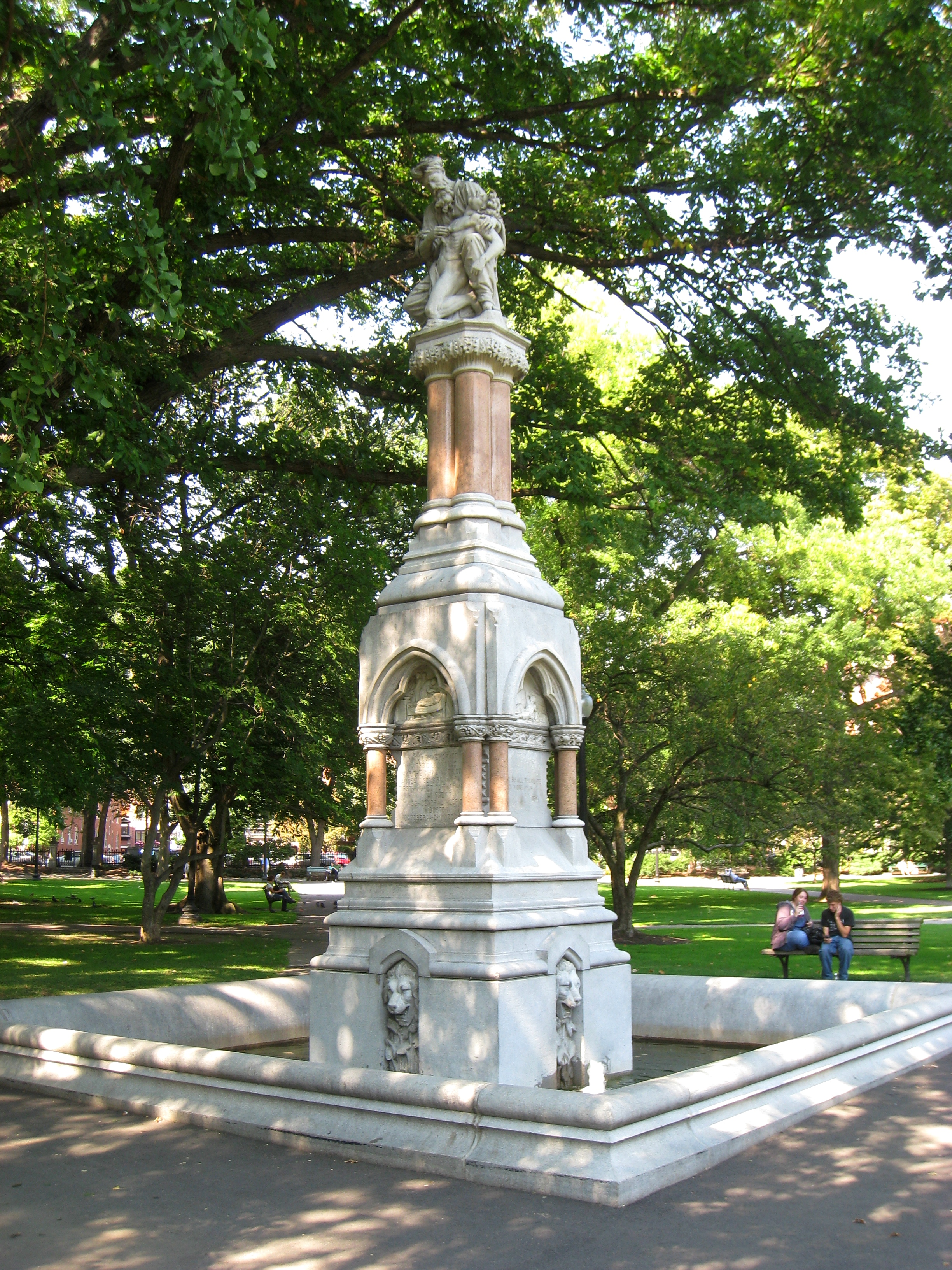
Monument a Boston que commemora la demostració de Morton com anestèsic.

William T.G. Morton va fer una demostració pública d'aquest èter com anestèsic el 16 d'octubre de 1846 al Ether Dome de Boston, Massachusetts. Tanmateix, Crawford Williamson Long, M.D., va ser el primer a demostrar la seva aplicació com anestèsic general a Geòrgia (EUA) el 30 de març de 1842. Els metges britànics ja coneixien les propietats anestèsiques de l'èter dietílic l'any 1840 i ja es prescrivia junt amb l'opi.
L'èter dietílic es feia servir en lloc del cloroform, ja que tenia un major índex terapèutic (diferència entre la dosi recomanada i la dosi tòxica). Per la seva associació amb la ciutat de Boston es coneixia en l'anglès dels Estats Units com la Yankee Dodge. Deprimeix el miocardi i incrementa també les secrecions traqueobronquials. Es pot mesclar amb el cloroform (C.E. mixture), o cloroform i etanol (A.C.E. mixture).
Actualment, l'èter dietílic es fa servir rarament en medicina com anestèsic i ha estat substituït per altres anestèsics no inflamables com halotà. Té molts efectes no desitjats com la nàusea i els vòmits. Els agents anestèsics moderns com el Neothyl i methoxyflurane (pentrà) redueixen aquests efectes secundaris.

### Ús mèdic
Abans es trobava en les farmàcies, als Estats Units es va treure de la llista farmacopea l'any 1917.

### Ús recreatiu
Al segle xix es mesclava amb alcohol per a fer-ne una droga recreativa i una mena de panacea. Els pagesos de Polònia la consumien com a beguda.